# Lista siturilor arheologice din județul Suceava - I
Lista siturilor arheologice din județul Suceava - I conține toate siturile arheologice din județul Suceava înscrise în Repertoriul Arheologic Național (RAN) și aflate în localități al căror nume începe cu litera I. RAN este administrat de Ministerul Culturii și Patrimoniului Național și cuprinde date științifice, cartografice, topografice, imagini și planuri, precum și orice alte informații privitoare la zonele cu potențial arheologic, studiate sau nu, încă existente sau dispărute.
Puteți căuta un sit din localitățile care încep cu litera I folosind formularul de mai jos sau puteți naviga prin toate siturile din județ la Lista siturilor arheologice din județul Suceava.
| Cod RAN                                | Denumire | Localitate                       | Adresă      | Datare  | Descoperit | Coordonate | Imagine           | Erori            |
| -------------------------------------- | --- | -------------------------------- | ----------- | ------- | ---------- | ---------- | ----------------- | ---------------- |
| 149012.01.01 (Cod LMI: SV-I-s-B-05419) | Fortificația de la Iacobești - "Dealul Ocup" / ansamblu Fortificație cu val de pământ (Categorie: fortificație) (Tip: Fortificație) | sat Iacobești, comuna Grănicești | Dealul Ocup | sec. XV |            |            | Încărcați imagine | Raportați eroare |